# Günther Stökl
Günther Stökl (* 16. Januar 1916 in Wien; † 20. März 1998 in Köln) war ein deutscher Historiker. Stökl gehörte zu den führenden Osteuropahistorikern Deutschlands. Durch sein Wirken prägte er mehrere Generationen deutscher Historiker und Politologen. Seine wissenschaftliche Schule trug wesentlich zur deutschen Vergangenheitsbewältigung und zur Versöhnung Deutschlands mit den östlichen Nachbarvölkern bei.

## Leben und Werk

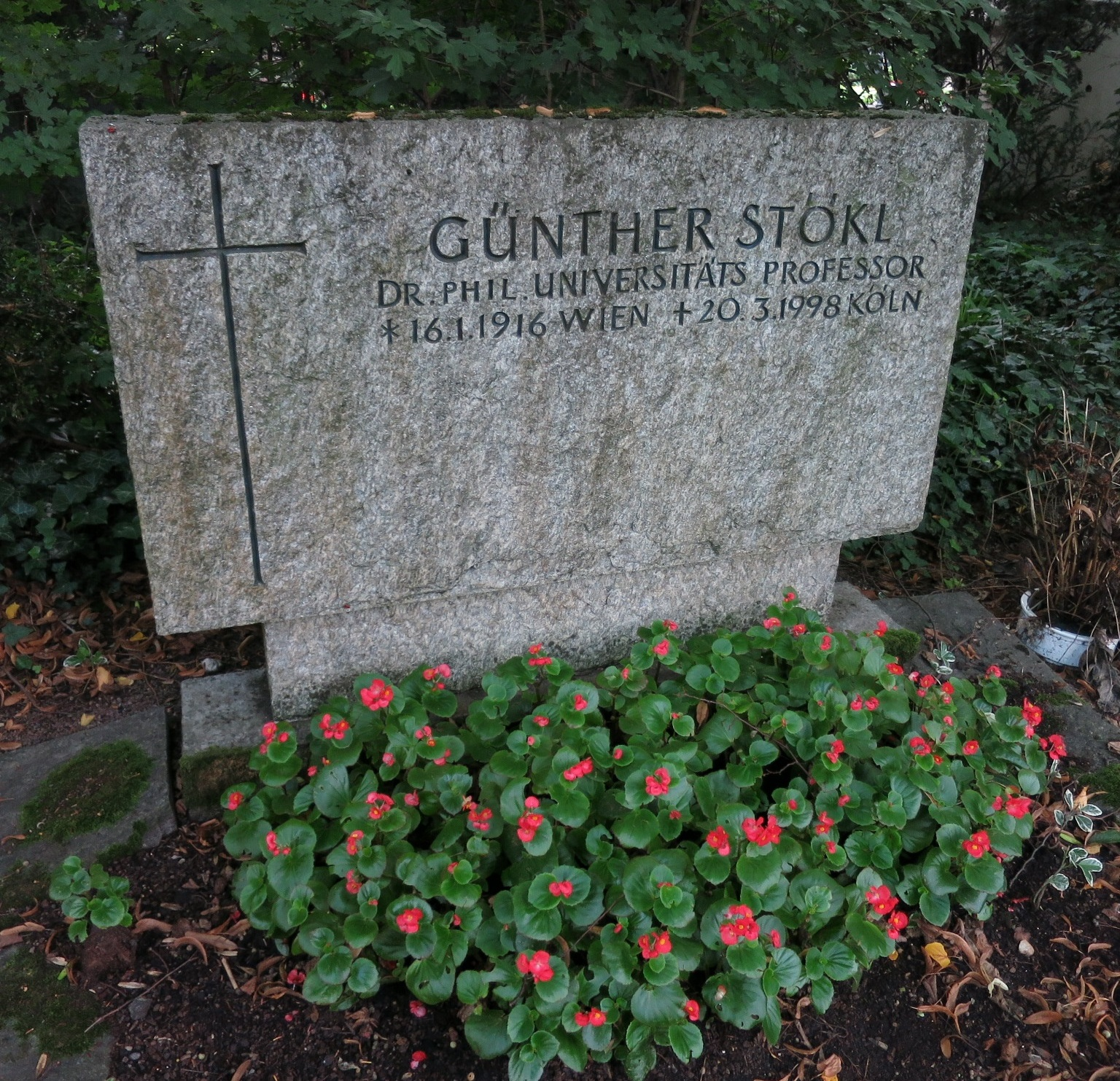
Grab auf Friedhof Melaten

Günther Stökl verbrachte seine Jugend in Wien in einem protestantischen Milieu. Nach der Schulzeit studierte er Geschichte und Slawistik an den Universitäten Königsberg und Breslau, wo er auch promoviert wurde. Seine 1938 eingereichte Dissertation über die deutsch-slawische Südostgrenze im 16. Jahrhundert wurde erst nach einigen Modifikationen 1940 angenommen. Nach mehreren Jahren als Dozent in Wien habilitierte er sich 1949 mit einer Arbeit über das Kosakentum, die 1953 publiziert wurde. 1956 wurde er auf den neu eingerichteten Lehrstuhl für Osteuropäische Geschichte an der Universität zu Köln berufen. Nach 25 Jahren engagierter Tätigkeit wurde er 1981 emeritiert. Zu seinen akademischen Schülern gehörten Frank Golczewski, Hans Lemberg und Erwin Oberländer. Im Jahre 1962 erschien seine Russische Geschichte, die in sieben Auflagen erschien und bis heute ein richtungsweisendes Standardwerk darstellt. Großen Erfolg verzeichnete auch sein 1967 erstmals erschienenes Buch Osteuropa und die Deutschen, in dem Stökl das wechselvolle Verhältnis zwischen Deutschland und den Völkern Osteuropas aufzeigt.
Neben Forschung und Lehre war Stökl in zahlreichen publizistischen und politisch-wissenschaftlichen Gremien tätig. Von 1966 bis 1991 war er Herausgeber der Fachzeitschrift Jahrbücher für Geschichte Osteuropas. Darüber hinaus war er Mitglied des Vorstands des Bundesinstituts zur Erforschung des Marxismus-Leninismus/Institut für Sowjetologie, später: Bundesinstitut für ostwissenschaftliche und internationale Studien (BIOst), in Köln sowie der Deutschen Gesellschaft für Osteuropakunde in Berlin. Im Jahr 1980 gründete er den Verband der Osteuropahistoriker e. V., dessen Vorsitzender er bis 1987 blieb.
Seine Grabstätte befindet sich auf dem Kölner Friedhof Melaten (Lit. K).

## Schriften (Auswahl)
- Die deutsch-slavische Südostgrenze des Reiches im 16. Jahrhundert. Ein Beitrag zu ihrer Geschichte, dargestellt an Hand des südslavischen Reformationsschrifttums (= Schriften des Osteuropa-Institutes in Breslau. Neue Reihe, Heft 12, ZDB-ID 554629-1). Priebatsch, Breslau 1940.
- Die Entstehung des Kosakentums (= Veröffentlichungen des Osteuropa-Institutes München. Band 3, ISSN 0580-1990). Isar Verlag, München 1953 (Zugleich: Wien, Universität, Habilitations-Schrift, 1948).
- Russische Geschichte. Von den Anfängen bis zur Gegenwart (= Kröners Taschenausgabe. Band 244). Kröner, Stuttgart 1962, DNB 454899033 (Mehrere Auflagen; 7., vollständig überarbeitete und aktualisierte Auflage. ebenda, 2009, ISBN 978-3-520-24407-9).
- Das Bild des Abendlandes in den altrussischen Chroniken (= Veröffentlichungen der Arbeitsgemeinschaft für Forschung des Landes Nordrhein-Westfalen. Geisteswissenschaften. Heft 124, ISSN 0570-5649). Westdeutscher Verlag, Köln 1965.
- Osteuropa und die Deutschen. Geschichte und Gegenwart einer spannungsreichen Nachbarschaft. Stalling, Oldenburg u. a. 1967 (Mehrere Auflagen).
- Der russische Staat in Mittelalter und früher Neuzeit. Ausgewählte Aufsätze. Aus Anlaß seines 65. Geburtstages (= Quellen und Studien zur Geschichte des östlichen Europa. Band 13). Herausgegeben von Manfred Alexander, Hans Hecker, Maria Lammich. Steiner, Wiesbaden 1981, ISBN 3-515-03261-4.